# Dio di illusioni
Dio di illusioni (The Secret History) è un romanzo scritto nel 1992 da Donna Tartt.
Romanzo d'esordio della Tartt, è stato scritto nel periodo in cui frequentava l'università di Bennington, nel Vermont, a cui è ispirata l'ambientazione dell'Hampden College, scuola universitaria non lontano dalla città di Albany (Vermont). Narra le vicende di cinque studenti del college ricchi e viziati, a cui si aggiunge il protagonista squattrinato Richard Papen, iscrittosi per sfuggire alla sua noiosa vita piccolo-borghese in California. Incoraggiati dal loro insegnante di greco antico, un esteta che esercita sugli allievi una forte seduzione spirituale, il gruppo si ritrova a passare pigri weekend in un circolo di alcol, droga e sottili giochi d'amore, mentre al contempo cercano di nascondere un grave crimine che hanno commesso tutti insieme. 
La narrazione si svolge in prima persona anni dopo gli eventi accaduti, permettendo così alla voce narrante del protagonista di unire passato e presente in una precisa analisi di motivazioni e fatti che hanno condotto alla morte uno dei personaggi principali, punto focale della trama e vicenda con cui si apre l'incipit del romanzo. 
Originariamente intitolato in inglese "Il dio delle illusioni" e poi pubblicato come "La storia segreta" quando uscì, nel 1992, il romanzo ottenne un notevole successo di pubblico, vendette cinque milioni di copie e fu uno dei maggiori casi letterari degli anni '90.

## Trama
Stanco della sua infelice vita a casa di genitori che non gradiscono la sua presenza, il giovane ventenne Richard Papen lascia la fittizia cittadina di Plano, in California, dove è cresciuto per iscriversi con un sussidio economico a un piccolo raffinato college nel Vermont. Una volta arrivato all'Hampden College, perlopiù frequentato da giovanotti ricchi e di buona famiglia, inizia a mentire sulle sue povere origini di piccola borghesia vantando di essere stato educato in college privati e di avere una famiglia facoltosa come molti dei suoi nuovi compagni. Ad attirare la sua attenzione è un piccolo ma sofisticato gruppetto di cinque ragazzi studiosi di letteratura classica, considerati un'élite all'interno del campus per i loro modi freddi e inavvicinabili e l'aria da ricchi snob, da cui Richard si sente inspiegabilmente attratto. 
Amante del greco e dei classici lui stesso, le prova tutte per fare colpo sul brillante ed eccentrico Julian Morrow, il professore di letteratura classica e greco antico che insegna solo a un ristretto gruppo di studenti scelti in base alle loro elevate capacità intellettuali. Richard riesce ad affascinare Julian e farsi accettare nel piccolo gruppo a cui fa lezione di cultura e lingue antiche, cogliendo così l'occasione di fare conoscenza con l'élite di studenti da cui è ormai ossessionato: il geniale e composto Henry Winter, l'affascinante e carismatico Francis Abernathy, lo scherzoso e spensierato Edmund Corcoran detto "Bunny" e una coppia di amichevoli gemelli profondamente legati tra loro, Charles e Camilla Macaulay. Nonostante si comportino gentilmente con lui, spesso si rivelano misteriosi e scostanti, sparendo addirittura per giorni interi tanto da far affiorare in Richard dei sospetti sulle loro attività extracurriculari. Senza quasi accorgersene né opporre resistenza, Richard si ritrova trascinato in uno stordimento da alcol e droga tipico dei ragazzi americani della loro età, in cene di lusso da centinaia di dollari e fine settimana in campagna tra compiti di greco e giochi pericolosi, incentivati dagli insegnamenti di Julian sulla continua ricerca della bellezza e della contemplazione del divino. È proprio durante un rito dionisiaco, volto a celebrare un passato mitico e idealizzato secondo il dio Dioniso, che superano il confine tra illusione e realtà e perdono il controllo già di per sé alterato dall'uso di sostanze stupefacenti. All'oscuro dell'accaduto, Richard si accorge solo successivamente che i suoi nuovi amici stanno nascondendo qualcosa di grave, un crimine che se scoperto li metterebbe tutti in grossi guai. Per aiutare i suoi compagni a nascondere questo fatto, si fa coinvolgere nel commettere un crimine ancora più spietato.

## Personaggi
Richard Papen: il protagonista ventenne della vicenda, lascia gli studi di medicina e la sua cittadina natale nell'entroterra californiano, per allontanarsi il più possibile dalla famiglia che lo rinnega. Si trasferisce quindi nel Vermont, iscrivendosi con una borsa di studio al prestigioso Hampden College alla ricerca di un posto a cui appartenere. Rimane sin da subito affascinato da Julian e dal suo gruppo di studenti di greco, e cerca in tutti i modi di farsi accettare nella loro piccola cerchia.
Henry Winter: vero prodigio per le lingue (ne parla fluentemente 7 o 8 tra antiche e contemporanee) e in particolare amante del greco e latino, è il più ricco e più intelligente del gruppo, nonché il prediletto di Julian. Freddo, composto e distaccato è il promotore del gruppo, che prende tutte le decisioni e manipola gli altri con mosse mirate e scaltre.
Francis Abernathy: con una madre alcolizzata alle spalle, ma non meno ricco degli altri, Francis è il maggiore del gruppo insieme ad Henry, entrambi ventunenni. Descritto come carismatico ed eccessivamente pigro, veste sempre con elegante perfezione tanto da farlo sembrare dandy. Non nasconde la sua omosessualità, ed è un po' ipocondriaco .
Edmund Corcoran: chiamato con il diminutivo Bunny, proviene da una famiglia abbastanza agiata, ma che non gli passa un soldo. Per questo motivo scrocca sempre denaro agli altri, che lo viziano in modo eccessivo comprandogli tutto quello che vuole. È il chiacchierone del gruppo e anche il più spensierato, non prende la vita con troppa serietà.
Charles Macaulay: orfano di entrambi i genitori, ha una sorella gemella di nome Camilla di cui è molto geloso e con cui ha un rapporto profondissimo, tanto che raramente si vedono separati. Si dimostra fin da subito molto amichevole nei confronti di Richard, ed è quello che lo tratta con più onestà. 
Camilla Macaulay: sorella gemella di Charles, della stessa età di Richard, Camilla è l'unica ragazza del gruppo. Descritta come una bellezza straordinaria, è la più criptica del gruppo, socievole ma anche riservata. Molto legata al fratello, il cui rapporto va ben al di là di quello fraterno, è particolarmente affezionata a Henry.
Julian Morrow: esteta ellenista e profondo conoscitore della letteratura classica, è il professore di greco dell'Hampden College che insegna al di fuori delle regole accademiche e solamente a un gruppo ristretto di alunni, da lui selezionati accuratamente. È un ottimo oratore, definito capriccioso ed eccentrico dai colleghi, ma adorato dai suoi sei studenti che lo considerano una figura paterna e mistica. I suoi insegnamenti appassionati hanno una profonda influenza sui suoi discepoli tanto da spingerli oltre ogni limite.

## Citazioni interne
Nel testo vi sono frequenti citazioni e accenni a famose opere della letteratura classica latina e greca e ai rispettivi autori, tra cui in particolare Omero e Platone. Numerosi sono anche i riferimenti alla Divina Commedia di Dante Alighieri. Si trovano inoltre intere frasi in greco antico e latino, quando più personaggi parlano tra loro, talvolta come codice per non farsi capire dagli altri.

## Edizioni italiane
- Donna Tartt, Dio di illusioni, traduzione di it. di Idolina Landolfi, Rizzoli, 1992, ISBN 88-17-67799-X.
- Donna Tartt, Dio di illusioni, traduzione di it. di Idolina Landolfi, Rizzoli, 2003, ISBN 88-17-079618.
- Donna Tartt, Dio di illusioni, traduzione di it. di Idolina Landolfi, Rizzoli, 2014, ISBN 97-88-81-7079617.